# Отрадо-Ольгинское сельское поселение
Отрадо-Ольгинское сельское поселение — муниципальное образование в Гулькевичском районе Краснодарского края России.
В рамках административно-территориального устройства Краснодарского края ему соответствует Отрадо-Ольгинский сельский округ.
Административный центр — село Отрадо-Ольгинское.

## Население
| 2010  | 2012  | 2013  | 2014  | 2015  | 2016  | 2017  |
| ----- | ----- | ----- | ----- | ----- | ----- | ----- |
| 5304  | ↘5247 | ↘5243 | ↘5208 | ↘5180 | ↘5144 | ↗5186 |
| 2018  | 2019  | 2020  | 2021  | 2023  |       |       |
| ↗5190 | ↗5237 | ↗5247 | ↗5375 | ↗5382 |       |       |

## Населённые пункты
В состав сельского поселения (сельского округа) входят 3 населённых пункта:
| № | Населённый пункт  | Тип населённого пункта | Население (чел.) |
| - | ----------------- | ---------------------- | ---------------- |
| 1 | Отрадо-Ольгинское | село                   | ↗3648            |
| 2 | Новомихайловское  | село                   | ↘1578            |
| 3 | Киевка            | хутор                  | ↘172             |

## История
Отрадо-Ольгинский сельский Совет Гулькевичского района образован в марте 1961 года на основании решения Гулькевичского районного исполнительного комитета путём объединения Отрадо-Ольгинского и Новомихайловского сельских Советов. На тот момент в состав Совета входило пять населенных пунктов: с. Отрадо-Ольгинское, село Новомихайловское, хутор Киевка, хутор Красная Поляна, хутор Веселый.
В 1963 году в результате укрупнения районов Отрадо-Ольгинский сельский Совет Гулькевичского района вошел в состав Кавказского района. В 1969 году по решению районного исполнительного комитета населенные пункты хутор Красная Поляна и Веселый переданы поселковому Совету Венцы-Заря.
В 1980 году был вновь образован Гулькевичский район и Отрадо-Ольгинский сельский Совет народных депутатов Кавказского района был переименован в Отрадо-Ольгинский сельский Совет народных депутатов Гулькевичского района. В составе Совета осталось три населенных пункта: село Отрадо-Ольгинское, село Новомихайловское, хутор Киевка. В этих границах Отрадо-Ольгинский сельский Совет (правопреемник) Отрадо-Ольгинский сельский округ, (правопреемник) Отрадо-Ольгинское сельское поселение Гулькевичского района существует и в настоящее время.

## Герб
Под серебряной главой обременённой тремя лазоревыми розами (две и одна) — скошенное начетверо лазурью, дважды золотом и зеленью поле.
Обоснование символики: Во главе герба Отрадо-Ольгинского сельского поселения три лазоревые (синие) розы на серебряном (белом) фоне — это элементы родового герба генерал-адъютанта графа Коцебу. За большие заслуги перед царским правительством граф Коцебу был награждён землёй. На дарованной земле основали село Ольгинское, названное в честь графини Ольги — дочери графа Коцебу. Село впоследствии переименовали в Отрадо-Ольгинское.
- Три лазоревые (синие) розы аллегорически указывают на количество населённых пунктов в составе Отрадо-Ольгинского сельского поселения: село Отрадо-Ольгинское, село Новомихайловское и хутор Киевка.
- Лазоревый (синий) цвет аллегорически указывает на реку Кубань, оросительный канал и многочисленные озёра. Лазоревый (синий) цвет символизирует безупречность, добродетель, возвышенные устремления, волю, чистое небо.
- Зелёный цвет в гербе аллегорически указывает на степные просторы. Зелёный цвет символизирует жизнь, надежду, здоровье, плодородие, красоту окружающей природы.
- Золото (жёлтый цвет) — на хлебные нивы поселения. Золото (жёлтый цвет) символизирует процветание, стабильность, почёт и уважение.
- Серебро (белый цвет) служит символом благородства, чистоты, справедливости.

## Памятники истории и культуры

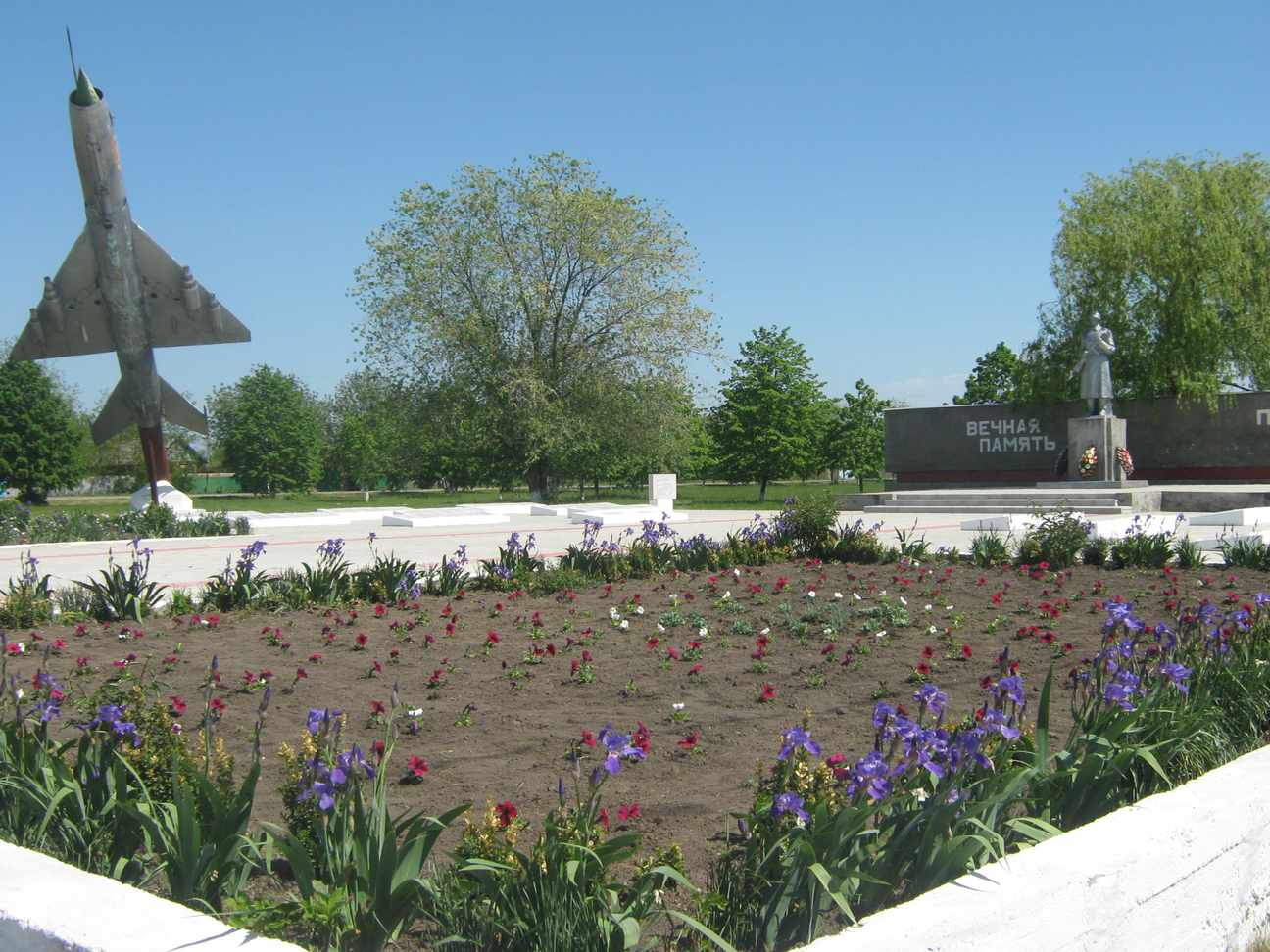
Мемориал «Слава»

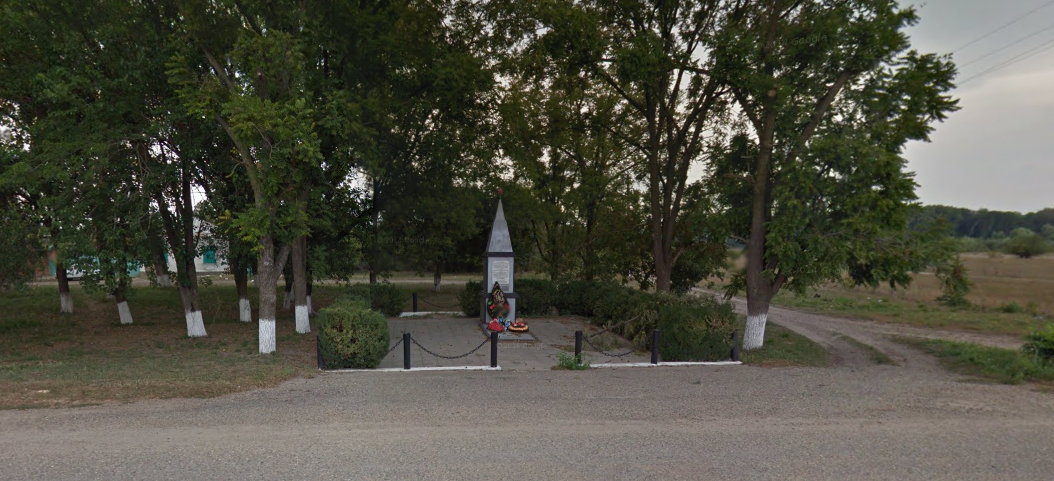
Памятник с. Новомихайловское

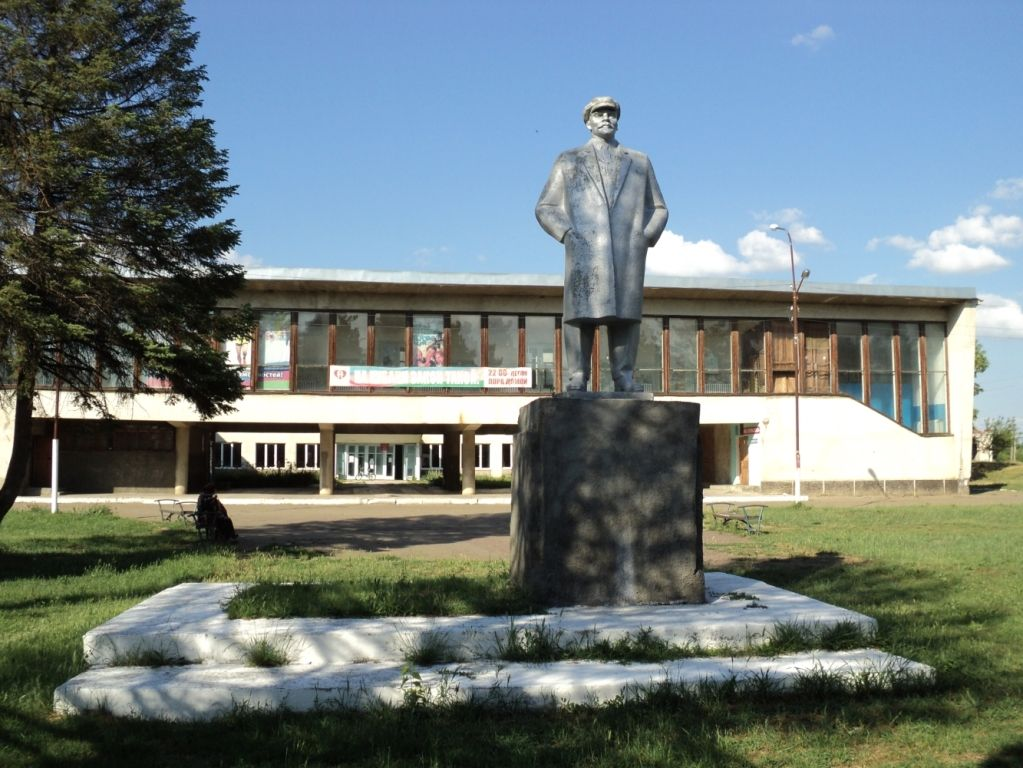
Памятник Ленину

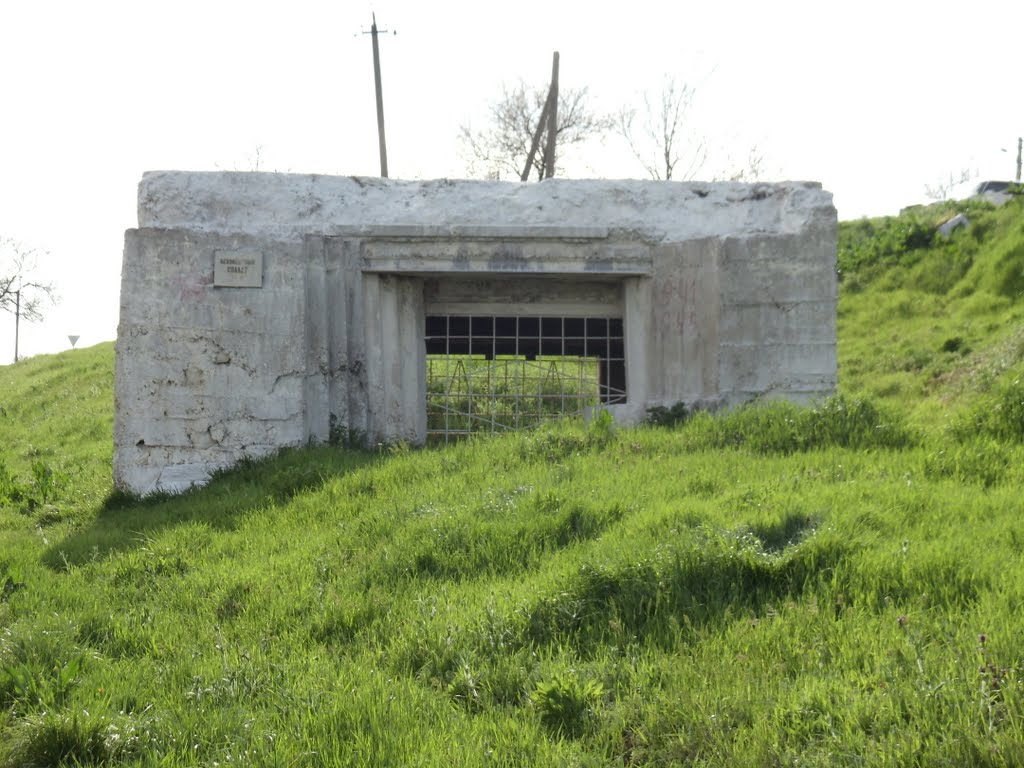
Оборонительный ДОТ

| № п/п | Наименование объекта, краткая характеристика | Населенный пункт, адрес                                        |
| 1     | Мемориал « Слава» памятник погибшим в ВОВ и гражданские войны                                                                                             | с. Отрадо-Ольгинское ул. Красная 37                            |
| 2     | Памятник погибшим воинам-курсантам «Урюпинцам» | с. Новомихайловское ул. Октябрьская 2                          |
| 3     | Братская могила советских воинов, погибших в боях с фашистскими захватчиками и могила учительницы Козорозовой и её двух детей, расстрелянных 1942—1943 гг | с. Новомихайловское ул. Октябрьская                            |
| 4     | Бюст Героя Советского Союза Вишневского М. Г. | с. Новомихайловское ул. Лазуненко 15 (территория МОУ СОШ № 20) |
| 5     | Бюст Героя Советского Союза Лазуненко А. А. | с. Новомихайловское ул. Лазуненко 15 (территория МОУ СОШ № 20) |
| 6     | Памятник погибшим красноармейцам за власть Советов в годы гражданской войны 1918—1920 годы                                                                | с. Новомихайловское ул. Октябрьская                            |
| 7     | Памятник В. И. Ленину | с. Отрадо-Ольгинское ул. Красная                               |
| 8     | Могила неизвестного советского воина, погибшего в бою с фашистскими захватчиками, 1942 г.                                                                 | с. Отрадо-Ольгинское кладбище                                  |

## МБОУ СОШ № 17 им. И. В. Ткаченко

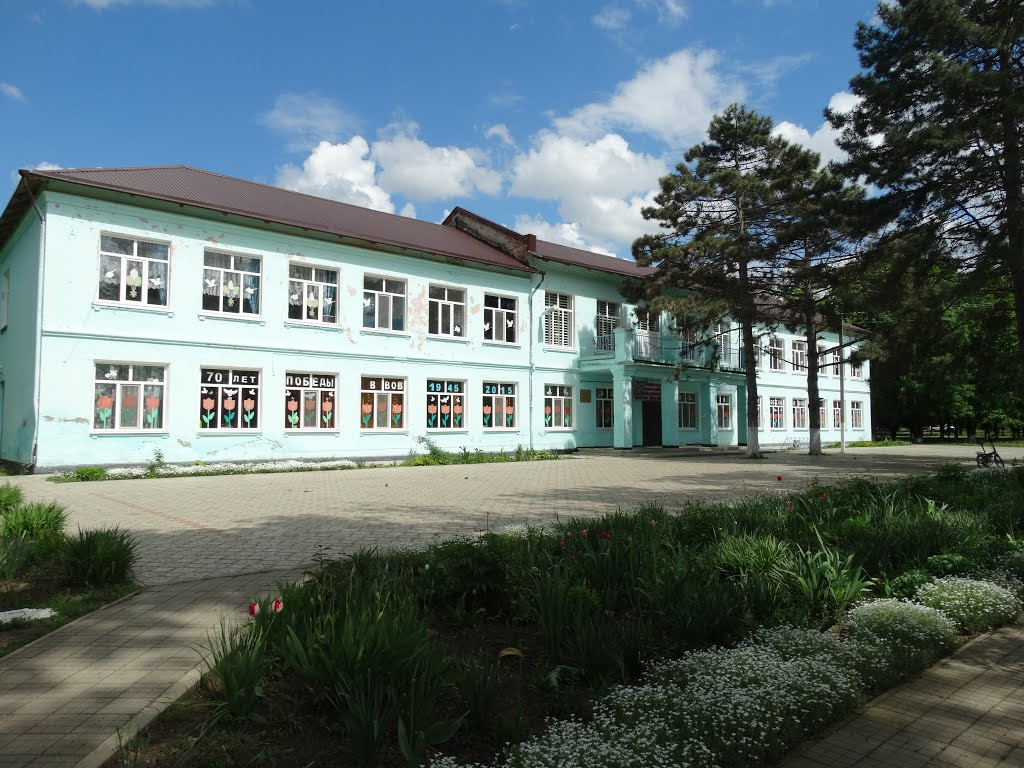
Школа № 17

МБОУ СОШ № 17 им. И. В. Ткаченко — одно из старейших учебных заведений Гулькевичского района, основанное в 1906 году.
С заселением с Отрадо — Ольгинское в 1905 г. в селе было построено типовое здание школы на 4 класса. Расположено оно было на угловом перекрестке, ныне ул. им. Ленина и ул. Красной. Но свои двери она раскрыла 1 сентября 1906 года и называлась Отрадо-Ольгинское одноклассное училище.

В 1924 г. по решению депутатов сельского совета и решения схода граждан нашего села на средства самообложения было начато строительство здания школы 10-летки, ныне старое здание школы, где занимаются учащиеся начальных классов. Школу построили к 1.09.1927 года. Первым директором школы 10-летки был Василий Григорьевич Орешкин. Учителя: Котемнец Андрей Григорьевич, Головко Мария Васильевна, Зайченко Софья Яковлевна.

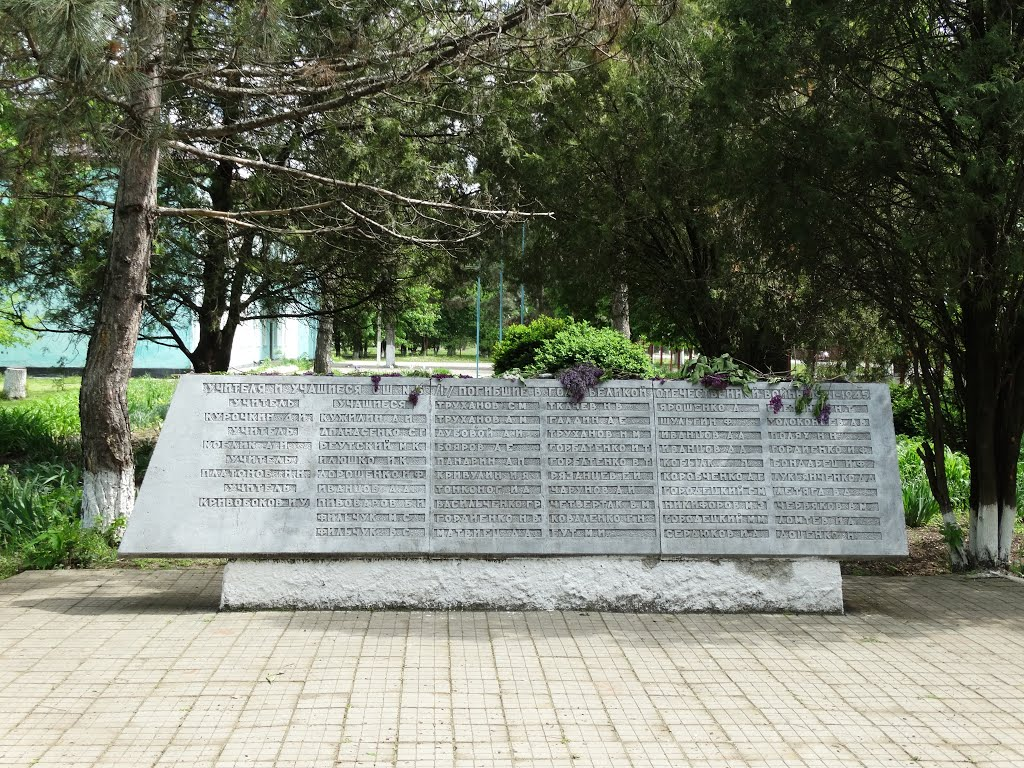
Памятник учителям и ученикам, погибшим в Великой Отечественной войне

В 1935 г. школа была преобразована в школу колхозной молодежи. В 1938 г. переименована в среднюю школу № 5.
1941 год. Шла война, но школа продолжала работать. Многие учителя, выпускники школы уходят на фронт и героически сражаются, защищая Родину от врага. Ушли на войну 2800 человек, 862 отдали свою жизнь, защищая родную землю. Смертью храбрых пали учителя: Курочкин Дмитрий Иванович, Платонов Николай Николаевич, Кривобоков Иван Устинович, Коблик Алексей Иванович, учащиеся: Дубовой Александр, Бояров Александр, Гордиенко Николай, Трухан Николай, Головань Михаил и многие др. Их имена высечены на мемориальной плите, находящейся на территории школы.
Учителя — ветераны Великой Отечественной войны Митченко Николай Иванович, Шевцов Александр Георгиевич, Кузнецов Иван Иванович продолжили работать в школе в послевоенные годы.
В 1964 году вступило в эксплуатацию современное основное здание СОШ№ 17, построенное на средства колхоза имени Ленина.

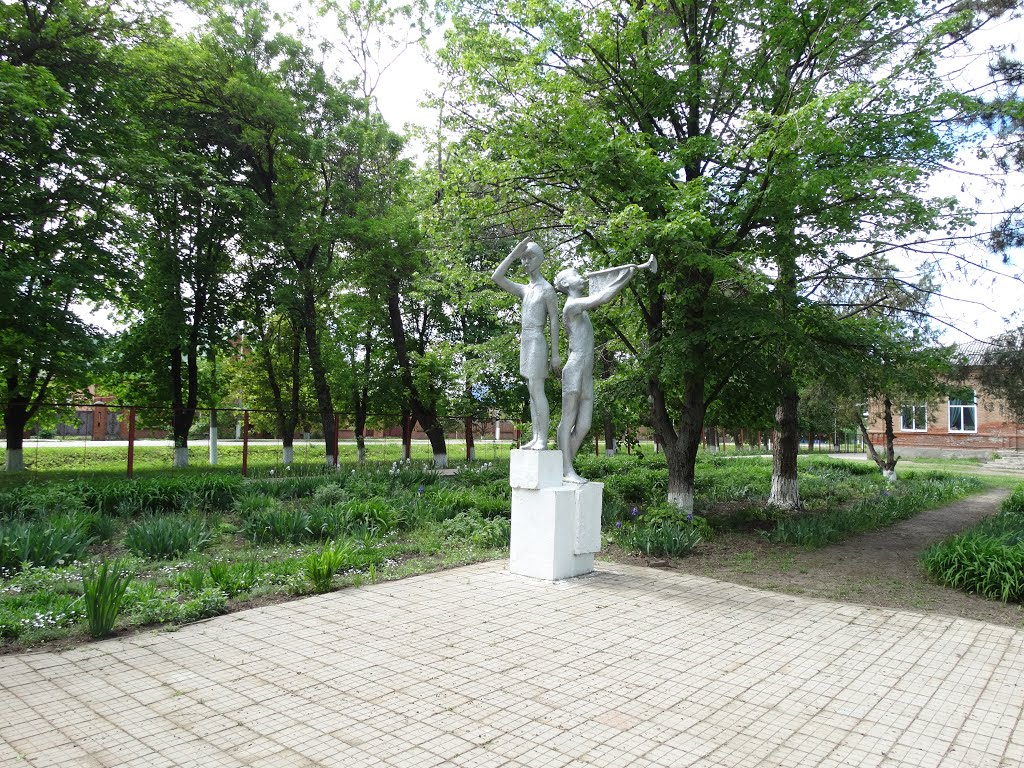

В феврале 2012 года школа отметила 105-летие. В настоящее время образовательное учреждение располагается в двух зданиях: начальной и средней школы. В школе имеются 14 учебных кабинетов, спортивный зал, спортивная площадка, 1 компьютерный класс, мастерская технического труда, школьный краеведческий музей, столовая. За последние пять лет с помощью родителей, администрации сельского округа, руководителей фермерских хозяйств и предприятий села была проведена большая работа по освещению школы. На данный момент школа освещена на 100 %. Уложена тротуарная плитка по территории школы, оборудованы мед . кабинет, лаборатория по изучению конструкций тракторов и книгохранилище. В двух зданиях школы установлена пожарная охранная сигнализация. Везде подведена горячая вода. В начальной школе над главным входом сооружён навес и многое другое. В двух зданиях школы замены оконные блоки и кровли основного здания школы.
Сегодня в школе работает сплоченный, талантливый, работоспособный коллектив. Среди педагогов есть «Отличник народного просвещения» — Раиса Михайловна Лыфарь, Татьяна Степановна Тарасенко и Вера Петровна Гребенникова — награждены грамотами министерства образования РФ, Елена Геннадьевна Сергиенко — грамотой департамента образования и науки Краснодарского края, Вера Георгиевна Мельникова — медалью «Ветеран труда». Восемь педагогов награждены грамотами управления образования муниципального образования Гулькевичский район. Два учителя высшей категории В. А. Тихонов и П. С. Литава и пять первой.

## Социальная сфера
- МОУ СОШ № 17 — Отрадо-Ольгинского муниципального образования Гулькевичского района.
- МОУ СОШ № 20 — с. Новомихайловское